# 9 Aquarii
9 Aquarii, som är stjärnans Flamsteed-beteckning, är en ensam stjärna belägen i den östra delen av stjärnbilden Vattumannen. Den har en skenbar magnitud på 6,55 och kräver minst handkikare för observation. Baserat på parallaxmätning inom Hipparcosuppdraget på ca 4,7 mas, beräknas den befinna sig på ett avstånd på ca 700 ljusår (ca 210 parsek) från solen. Den rör sig bort från solen med en heliocentrisk radiell hastighet på ca 23 km/s.

## Egenskaper
9 Aquarii är en gul till vit jättestjärna av spektralklass G6/8 III,. Den har en radie, som är ca 12 gånger större än solens och utsänder från dess fotosfär ca 112 gånger mera energi än solen vid en effektiv temperatur av ca 5 200 K.